# The Open Group Architecture Framework
The Open Group Architecture Framework (TOGAF) er et framework for enterprisearkitektur, der giver en tilgang til at designe, planlægge, implementere og styre en virksomheds it-arkitektur. TOGAF er en abstrakt tilgang til design. Det bliver typisk modelleret på fire niveauer: forretning, applikation, data og teknologi. Det er meget afhængigt af modularisering, standardisering og allerede eksisterende, velprøvede teknologier og produkter.
TOGAF blev udviklet fra 1995 af Open Group baseret på det amerikanske forsvarsministeriums TAFIM. Fra og med 2016 hævder Open Group, at TOGAF bliver anvendt af 80 % af Global 50-virksomheder og 60 % af Fortune 500-virksomheder.